# Tobias Frere-Jones

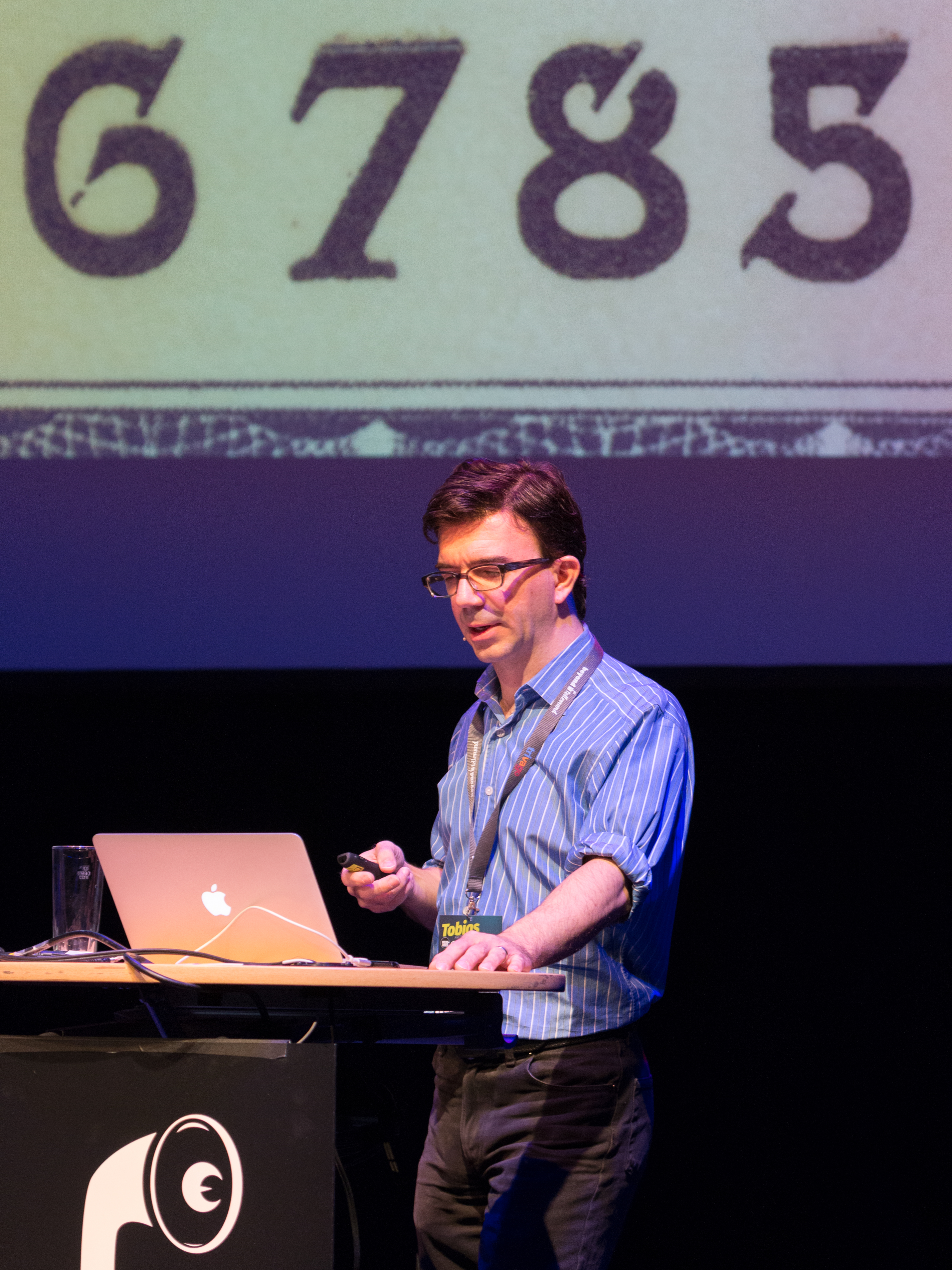
Frere-Jones 2015

Voorbeeld van lettertypen ontworpen door Tobias Frere-Jones voor Martha Stewart Living

Tobias Frere-Jones (New York, 28 augustus 1970) is een Amerikaans letterontwerper en werkt in New York samen met collega-letterontwerper Jonathan Hoefler bij de Manhattanse letteruitgeverij Hoefler & Frere-Jones. Frere-Jones onderricht letterontwerpen aan de Yale School of Art, net als Matthew Carter.
Na zijn afgeronde studie aan de Rhode Island School of Design' ging Frere-Jones in 1992 werken bij Font Bureau in Boston. Meer dan zeven jaar was hij Senior Designer en ontwierp voor Font Bureau een aantal succesvolle lettertypen, zoals Interstate en Poynter Oldstyle & Gothic. Hij ging in 1996 naar de Yale School of Art faculteit als criticus. In 1999 verliet hij Font Bureau en keerde terug naar New York, waar hij ging samenwerken met Jonathan Hoefler. Beiden hebben deelgenomen aan projecten voor The Wall Street Journal, Martha Stewart Living, Nike, Pentagram, GQ, Esquire magazine, The New Times, Business 2.0 en The New York Times Magazine.
Frere-Jones maakte meer dan 700 lettertypen voor publiek gebruik, specifieke klanten, en experimentele doeleinden. Onder zijn opdrachtgevers waren The Boston Globe, The New York Times, Cooper-Hewitt, National Design Museum, Whitney Museum, The American Institute of Graphic Arts Journal, en Neville Brody. Hij gaf lezingen op Rhode Island School of Design, Yale School of Art, Pratt Institute, Royal College of Art en Universidad de las Americas.
Zijn werk verscheen in magazines als How, ID, Page, Print, Eye Magazine en Graphis. Ook zijn creaties van hem in het Victoria & Albert Museum in Londen aanwezig.
In 2006 ontving Frere-Jones van de Koninklijke Academie van Beeldende Kunsten in Den Haag de Gerrit Noordzijprijs, ter ere van zijn innovaties in letterontwerp.

## Lettertypen
Tobias Frere-Jones ontwierp onder meer deze lettertypen:
| - Armada, 1987–94 - Dolores, 1990 - Hightower, 1990–94 - Nobel, 1991–93 - Garage Gothic, 1992 - Archipelago, 1992–98 - Cafeteria, 1993 - Epitaph, 1993 - Reactor, 1993–96 - Reiner Script, 1993 - Stereo, 1993 - Interstate, 1993–99 - Fibonacci, 1994 - Niagara, 1994 | - Asphalt, 1995 - MSL Gothic (Benton Sans), 1995 - Citadel, 1995 - Microphone, 1995 - Pilsner, 1995 - Poynter Oldstyle, 1996–97 - Poynter Gothic, 1997 - Griffith Gothic, 1997 - Whitney, 1996-2004 - Numbers (met Jonathan Hoefler), 1997–2006 - Phemister, 1997 - Grand Central, 1998 - Welo Script, 1998 - Mercury Text (met Jonathan Hoefler), 1999 | - Vitesse (met Jonathan Hoefler), 2000 - Lever Sans (met Jonathan Hoefler), 2000 - Evolution (met Jonathan Hoefler), 2000 - Retina, 2000 - Nitro, 2001 - Surveyor, 2001 - Archer (met Jonathan Hoefler en Jesse Ragan), 2001 - Gotham, 2001 - Idlewild, 2002 - Exchange, 2002 - Monarch, 2003 - Dulcet, 2003 - Tungsten, 2004 - Argosy, 2004 |  |

- Gemeinsame Normdatei: 129420158
- International Standard Name Identifier: 0000 0001 1467 3247
- Library of Congress Control Number: no2008019228
- MusicBrainz: 3bf16c1b-5210-4a38-8a12-469c801e774c
- Nationale Bibliotheek van Polen: a0000002871775
- Nederlandse Thesaurus van Auteursnamen: 318951959
- RKD-Nederlands Instituut voor Kunstgeschiedenis: 342751
- Système universitaire de documentation: 145910598
- Union List of Artist Names: 500471829
- Virtual International Authority File: 8464835
- WorldCat: E39PBJyMgMFcRvFV6bgfxDfTHC